# Rik Launspach
 (octobre 2018).
Si vous disposez d'ouvrages ou d'articles de référence ou si vous connaissez des sites web de qualité traitant du thème abordé ici, merci de compléter l'article en donnant les références utiles à sa vérifiabilité et en les liant à la section « Notes et références ».
Rik Launspach (né Johannes Launspach le 19 juillet 1958 à Arnhem) est un acteur et écrivain néerlandais.

## Carrière
Il est marié avec l'actrice Marjolein Beumer. Il est le beau-frère de la réalisatrice Antoinette Beumer et de l'actrice Famke Janssen.

## Filmographie
- 1983 : Kanaal 13 (nl): ?
- 1985 : Hoogvlieger : ?
- 1987 : Zeg 'ns Aaa (nl) : Ron
- 1988 : De tong van de wet : ?
- 1989 : Jan Rap en z'n maat (nl) : ?
- 1990 : Vigour (nl) de Frouke Fokkema : Sjors[3]
- 1990 : De Gulle Minnaar (nl) de Mady Saks : Lucas[4]
- 1990 : Eva Bonheur (nl) : Nanning Storm
- 1991 : Bij nader inzien : Maarten Koning
- 1991 : 12 steden, 13 ongelukken (nl) : Paul
- 1993 : Oeroeg (nl) de Hans Hylkema[5]
- 1993 : Coverstory (nl) : ?
- 1994 : De vlinder tilt de kat op (nl) de Willeke van Ammelrooy : Anton[6]
- 1994 : 1000 Rosen de Theu Boermans[7]
- 1994 : Pleidooi (nl) : Vader Kamstra
- 1994 : De Partizanen (nl) : Rokus
- 1994 : Bruin Goud (nl) : Spiekstra
- 1999 : The Delivery (nl) de Roel Reiné : Spike[8]
- 1999 : Inspecteur de Cock (Baantjer) : Manfred de Winter
- 2001 : Vroeger bestaat niet meer : Quinten Mensch
- 2001 : Leven en Dood van Quidam Quidam (nl) : Olivier Hagelslak
- 2002 : Meiden van De Wit (nl) : Roy Geertse
- 2003 : De vanger (nl) : Broer Ruben
- 2004 : Bob et Bobette : Le Diamant sombre (Suske en Wiske: De duistere diamant) de Rudi Van Den Bossche : Baron Roger de Lacheloze[9]
- 2005 : Manderlay de Lars von Trier : Stanley Mays
- 2006 : Van Speijk : Lucas Visbeen (2006-2007)
- 2007 : Aspe (nl) : Arie Schippers
- 2008 : Moes : Det. De Ru
- 2009 : The Storm (De Storm) de Ben Sombogaart[10]
- 2009 : Taartman (nl) : Bertrand
- 2010 : De gelukkige huisvrouw (nl) de Antoinette Beumer : Dr. Kallenback[11]
- 2010 : Loft (nl) : Wethouder Roijers
- 2013 : Smoorverliefd (nl) de Hilde Van Mieghem : Nick[12] : ?
- 2017 : Brussell (nl) : Derk de Man